# Marvin Chlada
Marvin Chlada (* 1970 in Esslingen am Neckar) ist ein deutscher Sozialwissenschaftler, Autor und Musiker.

## Leben und Werk
Marvin Chlada absolvierte eine Lehre zum Schriftsetzer und studierte nach seinem Zivildienst an der Universität Duisburg-Essen Sozialwissenschaften u. a. bei Dankwart Danckwerts, Hedda Herwig und Jochen Zimmer. Schwerpunkte seiner wissenschaftlichen Arbeiten bilden die Analyse der Alltags- und Populärkultur sowie die Theorie und Sozialgeschichte des utopischen Denkens. Chlada ist Mitglied im Arbeitskreis Demokratie am Duisburger Institut für Sprach- und Sozialforschung (DISS).
Neben seiner Tätigkeit als Herausgeber und Autor von Sachbüchern schreibt Chlada u. a. Glossen, Reportagen und Essays. Seine literarischen, häufig satirischen Texte werden gemeinhin der Popliteratur zugeordnet.
Erste, an der Methode des Cut-up orientierte Textarbeiten stammen aus den späten 1980er Jahren. Sie flossen z. T. in Songtexte diverser Bandprojekte (z. B. The Love Cats) mit ein oder wurden auf Konzerten als Spoken-Word-Performances dargeboten.
Chlada unternahm ausgedehnte Lesetouren u. a. mit Gerd Dembowski und Johannes Grenzfurthner/Evelyn Fürlinger von monochrom.
In Zusammenarbeit mit Marcus S. Kleiner und Stephan Maus entstand 2002 das vom WDR produzierte Hörspiel Diskurs – Ende – Leben (Regie: Leonhard Koppelmann).
2014 feierte Chlada sein 25-jähriges Bühnenjubiläum im Rahmen der Veranstaltungsreihe „Pipelines – Livehörspiele/Hörtheater“ im Lokal Harmonie in Duisburg-Ruhrort.

## Rezeption und Kritik

### Utopiediskurs
Marvin Chlada gilt als Vertreter eines intentionalen Utopiebegriffs in der Tradition von Ernst Bloch und Karl Mannheim, den er mit Rückgriff auf poststrukturalistische Ansätze zu aktualisieren und erweitern versucht.
Kritisiert wird Chladas Entgrenzung des Utopiebegriffs u. a. von Peter R. Werder. So gehe Chlada „eher großzügig mit Utopie und utopisch um, ohne die Begriffe abschließend genau zu umreißen bzw. klar zu deklarieren.“
Richard Saage bezeichnet Chladas „postmoderne“ Diagnose des Utopischen als „fatal“, da sie keine emanzipatorische Alternative zum Status quo eröffne: „Zwar steht Chlada in der Tradition des intentionalen Utopiebegriffs Blochs. Doch ebenso klar ist, dass er ihn mit Foucaults postmoderner Heterotopie synthetisiert. So erscheint es signifikant, dass Chlada nur einer einzigen historischen Entwicklung seine Aufmerksamkeit widmet: Es ist der ‚Epochenwandel‘ von der Moderne zur Postmoderne.“

### Popdiskurs
Die von Marvin Chlada und Marcus S. Kleiner in ihrem Buch Klangmaschine (2001) unter dem Slogan „Pop ist tot“ vorgestellte Konstellation „reiner Klang vs. Pop“ wird von Diedrich Diederichsen als „diskurszertrümmerische“ und „terminoklastische“ Bemühung charakterisiert. Letztlich wirke eine derartige Gegenüberstellung jedoch „ähnlich frühachtzigerjahrehaft wie der dekonstruktive Furor.“
Ulrike Wörner, Tilman Rau und Yves Noir würdigen Klangmaschine als „große Cut-up-Betrachtung der zeitgenössischen Popkultur.“ Enno Stahl konstatiert mit Blick auf den Fortsetzungsband Radio Derrida (2003): „So stark die Analysen Chlada/Kleiners auf der deskriptiven Ebene sind, ein wenig vermisst man die Synthese. Das ist jedoch auch Ergebnis einer bewussten Verweigerungshaltung, die sich den 'alteuropäischen' Erkenntnisverfahren, Theorie- oder Sinnbildung, bewusst entzieht.“

## Publikationen (Auswahl)

### Werke
- Ball & Birne. Zur Kritik der herrschenden Fußballkultur. Mit aus dem Fan-Leben gegriffenen Zeichnungen von Burkhard Fritsche (zus. mit Dieter Bott und Gerd Dembowski), VSA: Hamburg 1998, ISBN 978-3-87975-711-4
- Die neuen Heiligen. Reportagen aus dem Medien-Himmel (zus. mit Gerd Dembowski), 2 Bände, Alibri-Verlag: Aschaffenburg 2000 und 2001, ISBN 978-3-932710-27-8 (Bd. 1) und ISBN 978-3-932710-35-3 (Bd. 2)
- Klangmaschine. Pop-Analysen 1 (zus. mit Marcus S. Kleiner), Alibri-Verlag: Aschaffenburg und Lautsprecher-Verlag: Freiburg/Br. 2001, ISBN 978-3-932902-23-9
- Radio Derrida. Pop-Analysen 2 (zus. mit Marcus S. Kleiner), Alibri-Verlag: Aschaffenburg 2003, ISBN 978-3-932710-44-5
- Der Wille zur Utopie, Alibri-Verlag: Aschaffenburg 2004, ISBN 978-3-932710-73-5
- Heterotopie und Erfahrung. Abriss der Heterotopologie nach Michel Foucault, Alibri-Verlag: Aschaffenburg 2005, ISBN 978-3-86569-006-7
- Dialektik des Dekolletés. Zur kritischen Theorie der Oberweite, Alibri-Verlag: Aschaffenburg 2006, ISBN 978-3-86569-019-7
- Die schöne Verwirrung des Lebens. Gedichte & Cut-Ups, Situationspresse Loeven & Gorny: Duisburg 2013, ISBN 978-3-935673-34-1
- Charles Fourier. Eine Einführung in sein Denken (zus. mit Andreas Gwisdalla), Alibri-Verlag: Aschaffenburg 2014, ISBN 978-3-86569-180-4
- Logik der Verführung. Gedichte, Verlag Dialog-Edition und Verlag Trikont-Duisburg: Duisburg-Istanbul 2016, ISBN 978-3-945634-04-2
- Der Poet als Lumpensammler. Reportagen und Interviews, Verlag Dialog-Edition und Verlag Trikont-Duisburg: Duisburg-Istanbul 2016, ISBN 978-3-945634-05-9
- Glam Rock, Bier und Schmuddelfilme. Vierzig Gedichte und eine Zugabe, Verlag Dialog-Edition: Duisburg-Istanbul 2020, ISBN 978-3-945634-52-3
- Die Melancholie des Teufels. Gedichte, Verlag Dialog-Edition und Verlag Trikont-Duisburg: Duisburg-Istanbul 2021, ISBN 978-3-945634-63-9
- Hunger und Liebe. Vierzig Gedichte, Verlag Dialog-Edition und Verlag Trikont-Duisburg: Duisburg-Istanbul 2023, ISBN 978-3-945634-76-9

### Herausgeberschaften
- Das Universum des Gilles Deleuze. Eine Einführung, Alibri-Verlag: Aschaffenburg 2000, 2. überarbeitete Auflage 2011, ISBN 978-3-86569-022-7
- Kritische Theorie in der Provinz. Heinz Maus (1911-1978) zum 90. Geburtstag (zus. mit Jochen Zimmer), Trikont: Duisburg 2001, ISBN 978-3-88974-105-9
- Das Foucaultsche Labyrinth. Eine Einführung (zus. mit Gerd Dembowski), Alibri-Verlag: Aschaffenburg 2002, ISBN 978-3-932710-32-2 (Chinese Edition: Commercial Press: Beijing 2005, 3. Auflage 2011, ISBN 7-100-04430-8)
- Lara Croft. Ein Mythos wird dekonstruiert (zus. mit Wolfgang Haible), Reihe: sub:text, Bd. 1, Trikont: Duisburg 2002, ISBN 978-3-88974-500-2
- Alles Pop? Kapitalismus und Subversion (zus. mit Gerd Dembowski und Deniz Ünlü), Alibri-Verlag: Aschaffenburg 2003, ISBN 978-3-932710-48-3
- Das Spiel der Lüste. Sexualität, Identität und Macht bei Michel Foucault (zus. mit Marc-Christian Jäger), Alibri-Verlag: Aschaffenburg 2008, ISBN 978-3-86569-031-9
- Situationistische Internationale (zus. mit Bernd Kalus), Reihe: Texte zur Dialektik, Bd. 7, Verlag Trikont-Duisburg und Verlag Dialog-Edition: Duisburg-Istanbul 2016, ISBN 978-3-945634-29-5
- Lemmy. Eine Hommage (zus. mit Jerk Götterwind), Verlag Trikont-Duisburg und Verlag Dialog-Edition: Duisburg-Istanbul 2017, ISBN 978-3-945634-19-6
- Störtebeker. Seeräuber, Volksheld, Legende – eine Anthologie, Verlag Trikont-Duisburg und Verlag Dialog-Edition: Duisburg-Istanbul 2017, ISBN 978-3-945634-20-2

### Tonträger
- The Marvelous Love Cats: Nobody Knows But Me, Grey Room 1990 (MC, Ltd.)
- Wickie Dub Band: The Frühstück Sessions, Trikont-Duisburg 2000 (CD, Mini-Album)
- Klangmaschine – Soundmachine, Ritornell/Mille Plateaux 2002 (Begleit-CD zum Buch Klangmaschine von Marvin Chlada und Marcus S. Kleiner mit Tracks u. a. von Frank Bretschneider, Taylor Deupree und Terre Thaemlitz)
- Let's go underground. Live in der Spinatwachtel (zus. mit Lütfiye Güzel), Situationspresse Loeven & Gorny 2014 (Doppel-CD), ISBN 978-3-935673-37-2
- Poems & Songs, Trikont-Duisburg 2014 (MC, Ltd.), ISBN 978-3-88974-200-1

### Hörspiel
- Diskurs – Ende – Leben (zus. mit Marcus S. Kleiner und Stephan Maus), Regie: Leonhard Koppelmann, Produktion: WDR 2002, Erstausstrahlung: WDR 3, Reihe: WDR 3 open: pop drei, 16. Dezember 2002

### Filme
- Das Andere im Globalen Dorf. Ein Manifest für Aliens, Dokumentarfilm, Produktion: medienLABORduisburg 2002, Premiere: 26. Duisburger Akzente, Petershalle, 22. Juni 2002
- Campanellas Sonnenstadt, Kurzfilm, Produktion: TLPro 2010